# Laurens De Vreese
Laurens De Vreese (Gand, 29 settembre 1988) è un ciclista su strada belga, professionista dal 2011, è uno specialista delle classiche, e nel 2012 si è classificato secondo alla Parigi-Tours.

## Palmarès
- 2009 (dilettanti)

Omloop Het Nieuwsblad Beloften
- 2010 (dilettanti)

Classifica generale Triptyque Ardennaise
4ª tappa Tour de la Province de Liège
Zillebeke-Westouter-Zillebeke
Topcompetitie
Campionati belgi, Prova in linea U23

### Altri successi
- 2012 (Topsport Vlaanderen)

Classifica sprint Eneco Tour
- 2013 (Topsport Vlaanderen)

Classifica sprint Eneco Tour

## Piazzamenti

### Grandi Giri
- Vuelta a España

2017: 122º

### Classiche monumento
- Milano-Sanremo

2016: 66º
2019: 60º
- Giro delle Fiandre

2011: 74º
2012: 86º
2013: 64º
2014: 24º
2015: 17º
2016: 18º
2017: 79º
2018: 34º
2019: 72º
2020: 77º
- Parigi-Roubaix

2014: 33º
2015: 24º
2016: 63º
2017: 15º
2018: ritirato
2019: 25º
- Liegi-Bastogne-Liegi

2011: ritirato
2012: ritirato
2020: ritirato

### Competizioni mondiali
- Campionati del mondo su strada

Melbourne 2010 - In linea Under-23: 7º

### Competizioni europee
- Campionati europei su strada

Alkmaar 2019 - In linea Elite: 39º